# Wünschet Jerusalem Glück (I)

Wünschet Jerusalem Glück (I) (Appelez la paix sur Jérusalem) (BWV Anh. 4a) est une cantate religieuse composée par Johann Sebastian Bach à Leipzig en 1726. Le livret, de Picander, est connu mais la musique est totalement perdue. Elle commence par paraphraser le Psaume 122 et se termine par le choral de Luther, Verleih uns Freiden gnädiglich (Seigneur Dieu, dans ta grâce, donne-nous la paix pour notre vie). Destinée à célébrer l'élection d'un nouveau conseil municipal, elle fut jouée pour la première fois soit le 26 août 1726 soit le 30 août 1728 en l'église Saint-Nicolas et fut reprise le 28 août 1741 dans la même église.
La cantate BWV Anh. 4b, du même nom, composée pour l'anniversaire de la confession d'Augsbourg et jouée à l'église Saint-Thomas de Leipzig le mardi 27 juin 1730, est une parodie de la 4a.